# Mohsen Forouzan
Mohsen Forouzan (ur. 3 maja 1988 w Raszcie) – irański piłkarz występujący na pozycji bramkarza w drużynie Teraktor Sazi Tebriz.

## Kariera piłkarska
Forouzan jest wwychowankiem Pegah Gilan Raszt. W swojej karierze klubowej ani razu nie grał za granicą. Dwukrotnie z Teraktorem Sazi Tebriz zostawał wicemistrzem Iranu (sezony 2011/12 oraz 2012/13). Od 1 lipca 2018 roku ponownie jest zawodnikiem Teraktora Sazi Tebriz.

## Kariera reprezentacyjna
Foruzan zadebiutował, i jak dotąd jedyny występ, w reprezentacji Iranu zanotował 4 stycznia 2015 roku w towarzyskim, wygranym 1:0, meczu z reprezentacją Iraku. Forouzan wszedł w tym meczu z ławki rezerwowych, zmieniając w 65. minucie Alirezę Beiranvanda. Znalazł się w kadrze Iranu na Puchar Azji 2015.